# Kurt-Walter Hanssen
Kurt Walter Hanssen (* 18. Dezember 1903 in Lägerdorf; † 3. Oktober 1945 im Spezialgefängnis Nr. 7, Frankfurt an der Oder) war ein deutscher Jurist und politischer Funktionär (NSDAP). Als Generalstaatsanwalt beim Kammergericht in Berlin während der beiden letzten Jahre des Zweiten Weltkriegs war er u. a. an zahlreichen Todesurteilen beteiligt.

## Leben und Tätigkeit

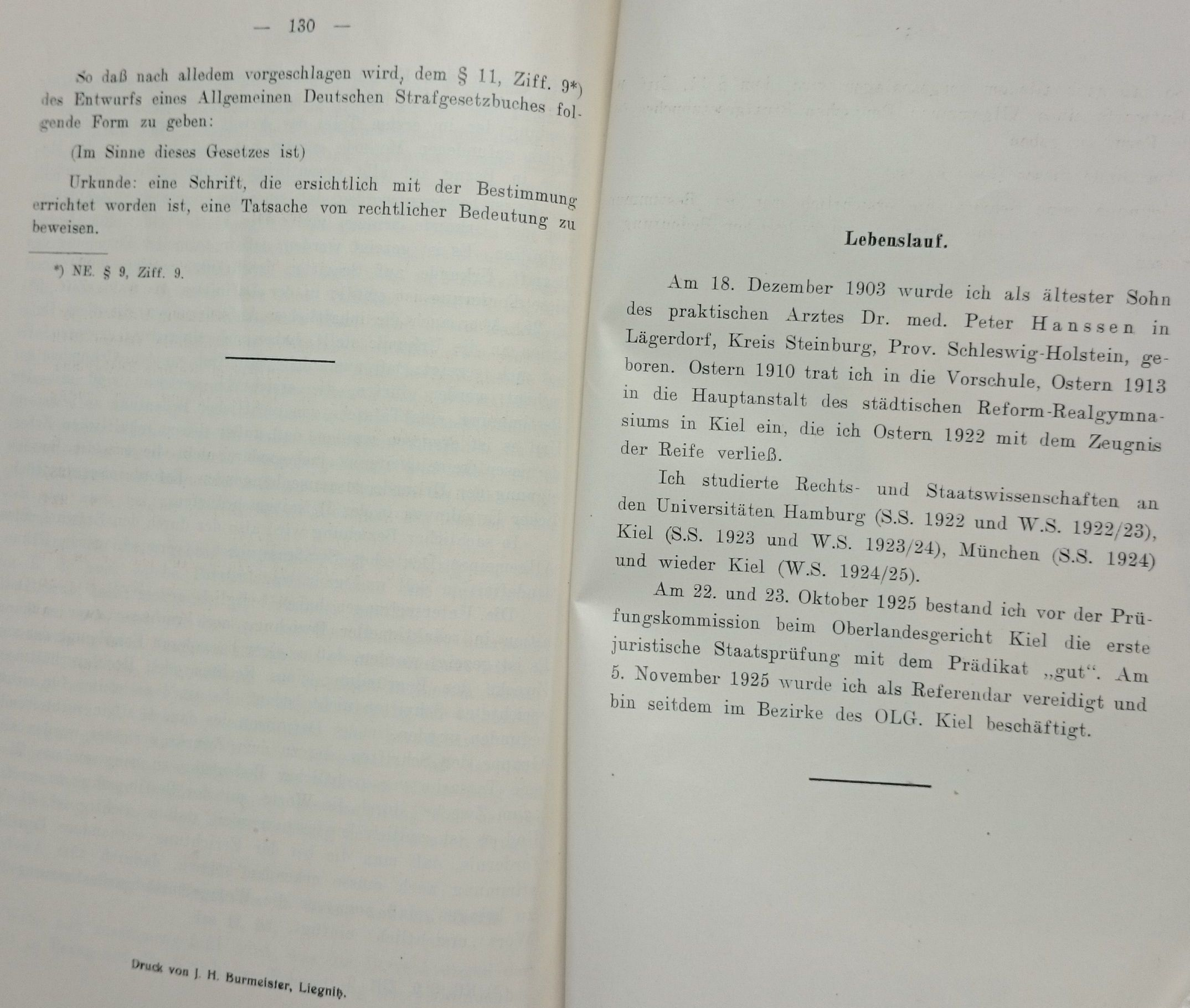
Lebenslauf von Kurt-Walter Hanssen.

### Früher Werdegang
Hanssen war der älteste Sohn des praktischen Arztes Peter Hanssen. Zu Ostern 1910 trat er in die Vorschule ein und zu Ostern 1913 wechselte er in die Hauptanstalt des städtischen Reform-Realgymnasiums in Kiel, der heutigen Humboldt-Schule Kiel, die er zu Ostern 1922 mit dem Abitur verließ. Als Schüler gehörte Hanssen 1920 dem Zeitfreiwilligenregiment Kiel an, mit dem er im März 1920 am Kapp-Putsch in Kiel teilnahm.
Nach dem Schulbesuch studierte Hanssen ab dem Sommersemester 1922 Rechtswissenschaften und Staatswissenschaften an den Universitäten Hamburg, Kiel (Sommersemester 1923 und Wintersemester 1923/1924), München (Sommersemester 1924) und erneut Kiel (Wintersemester 1924/1925). Die erste juristische Staatsprüfung bestand er am 22. und 23. Oktober 1925 vor der Prüfungskommission beim Oberlandesgericht Kiel mit dem Prädikat „gut“. Anschließend folgte der juristische Vorbereitungsdienst als Referendar, den er bei verschiedenen Gerichten (u. a. dem Oberlandesgericht Kiel) absolvierte und mit dem Bestehen der zweiten juristischen Staatsprüfung im Mai 1929 abschloss. Bereits 1928 wurde er zum Dr. jur. promoviert. Im Mai 1929 kam Hanssen als Gerichtsassessor an das Amts- und das Landgericht in Kiel, wo er noch im selben Jahr zum Hilfsrichter ernannt wurde. Von dort wurde er nach Flensburg versetzt, wo er im Juli 1931 zum Landgerichtsrat ernannt wurde.
Zum 1. Mai 1933 trat Hanssen in die NSDAP ein (Mitgliedsnummer 2.701.996). Später wurde er zudem Mitglied der SS (SS-Nummer 288.522), in der er 1940 den Rang eines SS-Obersturmbannführers erreichte. Im Jahr 1936 verbrachte Hanssen ein Jahr als Schulungswart im Hanns-Kerrl-Lager für Justizreferendare in Jüterbog. Es folgte eine kurze Beschäftigung als Hilfsarbeiter im Reichsjustizministerium.
Im Jahr 1937 wurde Hanssen in den Stab des Stellvertreters des Führers (SdF) abgeordnet, in dem er bis 1942 tätig war. Beim SdF handelte es sich um das 1933 neu geschaffene zentrale Steuerungsorgan zur Führung und Beaufsichtigung des Parteiapparates, dessen tagtägliche Leitung Adolf Hitler als Parteivorsitzender der NSDAP kurz nach der Übernahme der Regierungsvollmacht durch die NSDAP im Frühjahr 1933 seinem Vertrauensmann Rudolf Heß, der seither als Stellvertreter des Führers firmierte, übertragen hatte.
Im Stab des Stellvertreters des Führers übernahm Hanssen die Position des persönlichen Adjutanten von Martin Bormann, der als Stabsführer von Heß (dem Führerstellvertreter), der zweithöchste Mann in dieser Institution war. Im Rahmen seiner Tätigkeit in der Heß’schen Dienststelle wurde Hanssen im Staatsdienst in den Rang eines Ministerialrats (1. April 1939) und eines Ministerialdirigenten (1. Juni 1941) befördert. Wichtiger noch als dieses formale Avancement war, dass Hanssen, nach dem Urteil Johannes Tuchels, „eine schnelle und steile Karriere“ durchlief.
1939 heiratete Hanssen mit Genehmigung des Rasse- und Siedlungshauptamtes der SS Annemarie Hartung, eine Tochter des SA-Führers Fritz Hermann Hartung.
Nach dem Ausscheiden Heß’ im Mai 1941 wurde der Stab des Stellvertreters des Führers in Partei-Kanzlei der NSDAP umbenannt. Hanssen kehrte eineinhalb Jahre später, zum 1. Dezember 1942, ins Reichsjustizministerium zurück, in dem ihm die Führung einer Unterabteilung der Strafrechtsabteilung übertragen wurde. In dieser Stellung unterstand er direkt dem Justizminister Otto Thierack, der in Personalunion die genannte Abteilung leitete. Sein Nachfolger als rechte Hand Bormanns wurde ab Oktober 1942 Hans Müller.

### Generalstaatsanwaltschaft beim Kammergericht (1943 bis 1945)
Auf Empfehlung Thieracks wurde Hanssen im Mai 1943 zum neuen Generalstaatsanwalt beim Kammergericht in Berlin, dem damals größten Gericht Deutschlands, ernannt. Seine Einführung in dieses Amt erfolgte am 19. Mai 1943. In dieser Eigenschaft war er für die von der Generalstaatsanwaltschaft während der letzten beiden Kriegsjahre an diesem Gericht durchgeführten Anklageerhebungen verantwortlich, von denen zahlreiche zu Hinrichtungen der Angeklagten führten. Laut der einschlägigen Studie von Johannes Tuchel über die Urteilspraxis des Kammergerichts während des Krieges, tragen die „meisten der überlieferten Anklageschriften“ vor dem Kammergericht während der letzten Kriegsjahre „die Unterschrift von Kurt-Walter Hanssen“.
Außer der Anklageerhebung vor dem Kammergericht – die Hanssen in der Praxis nicht selbst vornahm, sondern die stellvertretend von Untergebenen besorgt wurde – unterstanden die folgenden Haftanstalten der Aufsicht Hanssens: Untersuchungshaftanstalt beim Kriminalgericht in Moabit, die Haftanstalt Zellengefängnis, das Frauengefängnis in der Barnimstraße, das Strafgefängnis Plötzensee, das Strafgefängnis Tegel, das Zuchthaus Brandenburg an der Havel, das Frauenzuchthaus Cottbus, das Zuchthaus Luckau, das Zuchthaus Sonnenburg und das Strafgefängnis Spandau.
Seine Sicht auf die Kriminalität im Kriege machte Hanssen in einem Lagebericht an das Reichsjustizministerium vom 31. Mai 1943 deutlich:

„Offenbar infolge der stets sehr schnell bekannt werdenden Schwierigkeiten an den eingangs erwähnten Fronten, aber auch wohl auf Grund der ihnen immer mehr bekannt werdenden Unentbehrlichkeit ihrer Arbeitskraft für das Reich ist ein ständig zunehmendes Frechwerden der ausländischen Arbeitskräfte festzustellen...Dies wirkt sich aus in einer Zunahme der Strafverfahren wegen Umgangs mit Kriegsgefangenen, vor allem Franzosen, die mit deutschen Frauen Geschlechtsverkehr gehabt haben und einer - fast alle vertretenen Nationen umfassenden - Vermehrung der Strafverfahren wegen Arbeitsvertragsbruch...Im Bereich der Staatsanwaltschaft Berlin sind beispielsweise in der Zeit vom 15. Januar 1943 bis 15. Mai 1943 von 51 ergangenen Todesurteilen 26 gegen Ausländer erlassen. Der Anteil der im Strafgefängnis Tegel einsitzenden Ausländer ist auf über 50 % gestiegen.“

Am 6. September 1943 besichtigte Hanssen das in der Nacht vom 3. zum 4. September 1943 schwer beschädigte Strafgefängnis Plötzensee. Zweck des Besuches war es festzustellen, was mit den über 300 zum Tode verurteilten Häftlingen der Anstalt zu geschehen sollte, insbesondere in Hinblick auf weitere Luftangriffe. Hanssen ordnete daraufhin an, dass Gnadenverfahren für Verurteilte des Sondergerichts „aufs äußerste beschleunigt“ werden sollten. Zudem sollten die Strafanstalten Brandenburg und Plötzensee Maschinenpistolen erhalten, um Fluchten bei weiteren Luftangriffen zu verhindern. Hanssen ordnete zudem an, dass „auf Gefangene, die im Falle eines Angriffs die leiseste Miene machten, sich zu entfernen“ geschossen werden sollte.
In den folgenden Tagen wurden mehr als 250 Personen an dem Ende 1942 errichteten Galgen in Plötzensee durch Erhängen hingerichtet, darunter auch viele vom Sondergericht Berlin Verurteilte, deren Gnadenverfahren von Hanssen „aufs äußerste beschleunigt“ worden waren. Es waren sogar einige Personen unter den Hingerichteten, deren Gnadenverfahren noch nicht abgeschlossen war.
Anfang 1945 hatte Hanssen seine Dienstwohnung im Zuchthaus Sonnenburg, da seine Berliner Wohnung ausgebombt worden war. Am Abend des 30. Januar 1945 ließ Hanssen aufgrund des Anrückens der Roten Armee auf Sonnenburg die Gefangenen von Sonnenburg in zwei Gruppen einteilen: Rund 150 Gefangene, die vom Anstaltsleiter und dem Gestapo-Kommandoführer als „brauchbare Elemente“ eingestuft wurden, wurden auf einen Treck geschickt, der in der Nacht vom 31. Januar aufbrach und Mitte Februar Coswig erreichte, wo sie in das Haftlager Elbelager in Griebo gebracht wurden. Die übrigen Gefangenen wurden systematisch im Zuchthaus Sonnenburg exekutiert: Am 2. Februar 1945 fand die Rote Armee hier mindestens 753 Tote vor. Vier Gefangene hatten das Massaker überlebt.
Am 22. Februar 1945 wurde Hanssen vom Reichsverteidigungskommissar für den Reichsverteidigungsbezirk Mark Brandenburg als Anklagevertreter in das neuerrichtete Standgericht Potsdam berufen.

### Nachkriegszeit
Am 11. Mai 1945 wurde Hanssen im Gebäude des Kammergerichts von sowjetischen Truppen festgenommen. Aufgrund seiner Tätigkeit als Generalstaatsanwalt wurde er vor dem Sowjetischen Militärtribunal der 16. Luftarmee angeklagt und am 17. Juli 1945 aufgrund von Ukas 43 wegen Kriegsverbrechen zum Tode verurteilt. Hanssen starb am 3. Oktober 1945 – vor der Vollstreckung des gegen ihn ergangenen Todesurteils – im Spezialgefängnis Nr. 7 des NKWD in Frankfurt an der Oder.

## Archivalien
- Bundesarchiv Berlin: R 3001/58943 bis 58946: Personalakten Hanssen aus dem Bestand des Reichsjustizministeriums

## Schriften
- Der Begriff Urkunde im amtlichen Entwurf eines allgemeinen deutschen Strafgesetzbuches, Breslau 1928. (Nachdruck 1977) (Dissertation)